# Savelove, Trosteaneț
Savelove (în ucraineană Савелове) este un sat în comuna Peciînî din raionul Trosteaneț, regiunea Sumî, Ucraina.

## Demografie
Componența lingvistică a localității Savelove
     Rusă (92,31%)
     Ucraineană (7,69%)
Conform recensământului din 2001, majoritatea populației localității Savelove era vorbitoare de rusă (92,31%), existând în minoritate și vorbitori de ucraineană (7,69%).